# 3155 Lee
3155 Lee је астероид главног астероидног појаса са средњом удаљеношћу од Сунца која износи 2,342 астрономских јединица (АЈ).
Апсолутна магнитуда астероида је 12,6.